# Pharmacology Research & Perspectives
Pharmacology Research & Perspectives è una rivista medica bimestrale ad accesso aperto sottoposta a revisione paritaria. Pubblica ricerche su tutti gli aspetti dell'azione dei farmaci. La caporedattrice è Jennifer H. Martin.
La rivista è stata fondata nel 2013 a seguito di un'iniziativa congiunta della British Pharmacological Society, dell'American Society for Pharmacology and Experimental Therapeutics e la casa editrice Wiley-Blackwell.

## Indicizzazione
Gli abstract e gli articoli sono indicizzati+ dai seguenti database bibliografici:
- EBSCO databases;
- Biological Abstracts;
- Chemical Abstracts Service;
- Current Contents/Life Sciences;
- Embase;
- ProQuest databases;
- Index Medicus, MEDLINE/PubMed;
- Science Citation Index Expanded.

Secondo il Journal Citation Reports, al 2023 la rivista ha ricevuto un fattore di impatto pari a 2.9.